# Beaucoups of Blues
Albums de Ringo Starr
Sentimental Journey
(1970) Ringo
(1973)
Beaucoups of Blues est le second album solo de Ringo Starr, sorti le 25 septembre 1970.
Paru quelques mois après la sortie de son premier album, Sentimental Journey et la dissolution des Beatles, il tire son origine de la rencontre entre Ringo et Peter Drake, guitariste engagé par George Harrison pour son album All Things Must Pass. Lors de cette rencontre, en effet, Drake et Starr se découvrent une passion commune pour la musique country, qui teinte particulièrement les chansons qu'a composées ou repris le batteur durant sa carrière avec les Beatles.
Pete Drake, qui avait déjà travaillé sur un autre monument de musique country, Nashville Skyline de Bob Dylan, lui suggère d'enregistrer son propre album de musique country et l'invite à le rejoindre à Nashville, où l'album est enregistré les 25, 26 et 27 juin 1970. À l'exception d'une chanson écrite deux ans auparavant, toutes les autres ont été composées dans l'optique de cet enregistrement par des musiciens de country/western locaux.
L'album est nettement mieux accueilli que son prédécesseur par la critique, qui y verra rétrospectivement un des meilleurs disques de Ringo Starr. Le public, en revanche, n'est pas au rendez-vous et l'album n'entre pas dans les charts britanniques,  n'arrivant qu'en 65e place des classements américains. Une réédition sur CD est publiée en 1995, avec deux pièces bonus, dont une jam-session de plus de six minutes. C'est le second album de sa discographie sur lequel Ringo ne joue pas de batterie, il n'y fait que chanter et jouer la guitare acoustique. On y retrouve les choristes d'Elvis Presley, The Jordanaires, ainsi que les guitaristes Charlie Daniels, Pete Drake et Ben Keith.

## Liste des chansons
| No  | Titre                                 | Auteur                     | Chant       | Durée |
| --- | ------------------------------------- | -------------------------- | ----------- | ----- |
| 1.  | Beaucoups of Blues                    | Buzz Rabin                 | Ringo Starr | 2:33  |
| 2.  | Love Don't Last Long                  | Chuck Howard               | Starr       | 2:45  |
| 3.  | Fastest Growing Heartache in the West | Larry Kingston, Fred Dycus | Starr       | 2:34  |
| 4.  | Without Her                           | Sorrells Pickard           | Starr       | 2:35  |
| 5.  | Woman of the Night                    | Pickard                    | Starr       | 2:21  |
| 6.  | I'd Be Talking All the Time           | Howard, Kingston           | Starr       | 2:10  |
| 7.  | $15 Draw                              | Pickard                    | Starr       | 3:29  |
| 8.  | Wine, Women and Loud Happy Songs      | Kingston                   | Starr       | 2:18  |
| 9.  | Wouldn't Have You Any Other Way       | Howard                     | Starr       | 2:57  |
| 10. | Loser's Lounge                        | Bobby Pierce               | Starr       | 2:23  |
| 11. | Waiting                               | Howard                     | Starr       | 2:54  |
| 12. | Silent Homecoming                     | Pickard                    | Starr       | 3:55  |

Chansons bonus sur la réédition de 1995 :
| No  | Titre         | Auteur | Chant        | Durée |
| --- | ------------- | --- | ------------ | ----- |
| 13. | Coochy Coochy | Richard Starkey | Ringo Starr  | 4:48  |
| 14. | Nashville Jam | Howard, Pickard, Jim Buchanan, Charlie Daniels, Pete Drake, D.J. Fontana, Buddy Harman, Roy Huskey, Jr., Ben Keith, Dave Kirby, Charlie McCoy, Jerry Reed, George Richey, Jerry Shook, Richard Starkey. | Instrumental | 6:39  |

## Fiche technique

### Interprètes
- Ringo Starr : chant, guitare acoustique
- Charlie Daniels : guitare
- Chuck Howard : guitare
- Jerry Kennedy : guitare
- Dave Kirby : guitare
- Sorrells Pickard : guitare
- Jerry Reed : guitare
- Jerry Shook : guitare
- Pete Drake : pedal steel guitar
- Ben Keith : pedal steel guitar
- Roy Huskey : contrebasse
- Jim Buchanan : violon
- Grover Lavernder : violon
- George Richey : violon
- D.J. Fontana : batterie
- Buddy Harman : batterie
- The Jordanaires : chœurs
- Jeannie Kendal : chœurs sur "I Wouldn't Have You Any Other Way"
- Charlie McCoy : harmonica